# Rufí Aquil·les Meci Plàcid
Rufí Aquil·les Meci Plàcid (en llatí: Rufio Achilius Maecius Placidus; fl. 481) va ser un polític romà del segle V.
Va ser cònsol durant l'any 481, sense col·lega. Va ser nomenat per Odoacre, rei d'Itàlia. Entre el 476 i el 483 va rebre un lloc reservat al Colosseu, tal i com indica una inscripció (CIL VI, 32203).
Segons una hipòtesi, probablement era parent de Rufí Fest Aviè.